# Anna-Karin Andersson
Anna-Karin Elisabet "Akka" Andersson, gift Bäckström, född 29 maj 1956, är en svensk före detta fotbollsspelare som representerade Gideonsbergs IF och gjorde 14 A-landskamper för Sverige.

## Biografi
Andersson är född och uppvuxen i Kärsta utanför Västerås. Hon gick i skola i Irsta och spelade som barn både fotboll och handboll, men valde fotbollen. Hon var med när Gideonsbergs IF startade upp sin damverksamhet 1971, och spelade först anfallare. Efter en skada flyttade hon neråt i planen och hamnade på vänsterbackspositionen.
Andersson hade god spelförståelse och en fin vänsterfot, och levde högt på sin kraft och kondition. 1979 togs hon för första gången ut i landslaget, och sammanlagt blev det 14 landskamper mellan 1979 och 1981. Hon blev nordisk mästare med Sverige tre gånger, och 1980 tilldelades hon Stora grabbars och tjejers märke.
Efter den aktiva karriären hade hon flera andra uppdrag inom fotbollen, bland annat som målvaktstränare i Gideonsberg och som ungdomsledare i Skiljebo SK. Hon har också arbetat som idrottslärare.